# Rudimental
Rudimental é uma banda inglesa de música eletrônica formada em 2010. O quarteto é composto pelos compositores, DJs e produtores Piers Agget, Amir Amor, Kesi Dryden e DJ Locksmith (Leon Rolle).
Eles foram nomeados para o Mercury Prize em 2013, e ganharam vários prêmios, incluindo o Brit Award, e o MOBO Awards de Melhor Álbum. Rudimental também concorreu no MTV Europe Music Awards como "Melhor Artista Revelação" e "Melhor Artista Revelação do Reino Unido e Irlanda". A banda também recebeu discos de platina em vários países, incluindo o Reino Unido e a Austrália.
O grupo chegou à fama em 2012, quando seu single "Feel the Love", com o cantor John Newman, chegou ao topo na UK Singles Chart. "Feel the Love" também foi usado para nos créditos de abertura do documentário Spark: A Burning Man Story, de 2013.
Suas outras canções de maior sucesso são, "Not Giving In" (com John Newman e Alex Clare) e o single de 2013 "Waiting All Night" (com Ella Eyre), que também liderou as paradas no Reino Unido. Mais recentemente o grupo lançou "Right Here" com Foxes, "Free" com Emeli Sandé e "Powerless" com Becky Hill. A banda foi nomeada pela BBC como banda de festival do verão. Em 2013, o álbum Home estreou no número 1 na parada de álbuns do Reino Unido e também foi nomeada para o Mercury Music Prize.

## Carreira

### 2011-2012: Primórdios
Em março de 2011, eles lançaram seu primeiro single, "Deep in the Valley", em colaboração com o MC Shantie. Em junho do mesmo ano, eles lançaram "Speeding" com Adiyam, que como seu antecessor, obteve um desempenho comercial baixo, novamente sem conseguir entrar em qualquer parada musical.

### 2012-2014: Home e sucesso mundial
No final de fevereiro de 2012, Rudimental lançou "Spoons", em colaboração com MNEK e Syron, como primeiro single de seu álbum de estreia, Home. Tal como os seus dois lançamentos anteriores, não conseguiu entrar em qualquer parada. No entanto, ele foi bem recebido pelas principais estações de rádio do Reino Unido, e logo começou a ganhar popularidade. Em meados de maio do mesmo ano, foi anunciado que o segundo single do álbum seria "Feel the Love" em colaboração com John Newman. Pouco tempo depois de seu lançamento, alcançou a primeira colocação no Reino Unido, além de entrar no top cinco em vários países, incluindo Austrália, Bélgica, Holanda e Nova Zelândia, e também obteve boas posições na Áustria, Dinamarca, Alemanha e Irlanda, além de conquistar vários prêmios. Em novembro de 2012 foi anunciado o terceiro single, "Not Giving In", com a colaboração de John Newman e Alex Clare, que estreou no número catorze no UK Singles Chart e alcançou o número 1 no UK Dance Chart. Em 14 de janeiro de 2013 foi lançada, como um download gratuito promocional, "Hell Could Freeze", com vocais da rapper Angel Haze. "Waiting All Night", com Ella Eyre, foi lançado como o quarto single do álbum em 2013, alcançando o número 1 no UK Singles Chart em 21 de abril de 2013.
Em 29 de abril de 2013, Home foi lançado no Reino Unido e alcançou o primeiro lugar na UK Albums Chart. No início de agosto de 2013 foi lançado o quinto single "Right Here", com participação da cantora Foxes, que se tornou popular ao participar da canção "Clarity" do produtor alemão Zedd. Em 19 de outubro do mesmo ano, o disco ganhou o prêmio de melhor álbum no MOBO Awards. No dia 24 deste mês, foi anunciado que "Free", em colaboração com a cantora britânica Emeli Sandé, seria o sexto single de Home. No lançamento, um remix da canção também foi lançado com o rapper Nas.
Além de ter várias turnês no Reino Unido, Rudimental excursionou pela Europa, Austrália e nos EUA ao longo de 2013. Em agosto de 2013, a banda foi convidada pela gravadora de Jay-Z, Roc Nation, para se apresentar no Made in America Festival, na Filadélfia. Eles também se apresentaram no Outside Lands Music and Arts Festival em São Francisco e no Future Music Festival, na Austrália. Rudimental começou 2014 com uma performance no Jools' Annual Hootenanny. Eles continuaram em 2014 com uma turnê pelo Reino Unido, incluindo três datas consecutivas na Brixton Academy. Rudimental ganhou um Brit Award em 19 de fevereiro de 2014, na categoria de "Melhor Single do Ano". Ainda em fevereiro eles lançaram seu sexto single, "Powerless", com Becky Hill. A banda deu entrevistas dizendo que eles estão escrevendo e gravando novas ideias de músicas enquanto estão na estrada em preparação para seu segundo álbum de estúdio. Rudimental ganho o BRIT Award de melhor single britânico com a música "Waiting All Night" em 19 de fevereiro de 2014.

### 2014-presente: We the Generation
Lançado em 2 de outubro de 2015, o segundo álbum da banda foi intitulado "We the Generation".
Em 28 de abril de 2015, a banda revelou uma nova música chamada "Never Let You Go", que foi o single principal do álbum.
Em 2016, lançaram um single com Joseph Angel, intitulado "Healing", que é uma música que difere de seus lançamentos anteriores por ser mais deep house.

## Membros
- Piers Agget – teclado
- Kesi Dryden – teclado e percussão
- Amir Amor – Guitarra
- DJ Locksmith – DJ e MC

## Discografia

### Álbuns de estúdio
| Home                                                                                          | - Lançamento: 29 de abril de 2013 - Gravadora: Asylum, Atlantic - Formatos: CD, digital download   | 1  | 2  | 56 | 23 | —   | 41 | 34 | —   | - BPI: 2× Platina - ARIA: Platina - RMNZ: Ouro |
| We the Generation                                                                             | - Lançamento: 2 de outubro de 2015 - Gravadora: Asylum, Atlantic - Formatos: CD, digital download  | 1  | 4  | —  | 14 | 100 | 41 | 32 | 190 | - BPI: Ouro                                    |
| Toast to our Differences                                                                      | - Lançamento: 25 de janeiro de 2019 - Gravadora: Asylum, Atlantic - Formatos: CD, digital download | 5  | 41 | —  | 66 | —   | 68 | 31 | —   |                                                |
| Ground Control                                                                                | - Lançamento: 3 de setembro de 2021 - Gravadora: Asylum, Atlantic - Formatos: CD, digital download | 16 | —  | —  | —  | —   | —  | —  | —   |                                                |
| "—" indica que a gravação não foi incluída nas paradas ou não foi distribuída naquela região. | |    |    |    |    |     |    |    |     |                                                |

## Singles

### Como artista principal
| Título                                                                                        | Ano  | Posições em paradas músicais | Posições em paradas músicais | Posições em paradas músicais | Posições em paradas músicais | Posições em paradas músicais | Posições em paradas músicais | Posições em paradas músicais | Posições em paradas músicais | Posições em paradas músicais | Posições em paradas músicais | Certificações                                                                        | Álbum                    |
| Título                                                                                        | Ano  | UK                           | AUS                          | AUT                          | BEL                          | FRA                          | ALE                          | HOL                          | SUE                          | SUI                          | EUA                          | Certificações                                                                        | Álbum                    |
| --------------------------------------------------------------------------------------------- | ---- | ---------------------------- | ---------------------------- | ---------------------------- | ---------------------------- | ---------------------------- | ---------------------------- | ---------------------------- | ---------------------------- | ---------------------------- | ---------------------------- | ------------------------------------------------------------------------------------ | ------------------------ |
| "Feel the Love" (featuring John Newman)                                                       | 2012 | 1                            | 3                            | 14                           | 2                            | —                            | 59                           | 2                            | —                            | —                            | —                            | - BPI: 2× Platina - ARIA: 3× Platina - BEA: Ouro - RMNZ: Platina                     | Home                     |
| "Not Giving In" (featuring John Newman and Alex Clare)                                        | 2012 | 14                           | 12                           | —                            | 4                            | —                            | —                            | 71                           | —                            | —                            | —                            | - BPI: Ouro - ARIA: 2× Platina - RMNZ: Ouro                                          | Home                     |
| "Waiting All Night" (featuring Ella Eyre)                                                     | 2013 | 1                            | 6                            | 37                           | 13                           | 89                           | —                            | 26                           | —                            | 67                           | —                            | - BPI: 2× Platina - ARIA: Platina - BEA: Ouro - RMNZ: Ouro                           | Home                     |
| "Right Here" (featuring Foxes)                                                                | 2013 | 14                           | 29                           | —                            | 9                            | —                            | —                            | —                            | —                            | —                            | —                            |                                                                                      | Home                     |
| "Free" (featuring Emeli Sandé)                                                                | 2013 | 26                           | 5                            | 41                           | 36                           | —                            | 38                           | —                            | —                            | —                            | —                            | - BPI: Prata - ARIA: 4× Platina - RMNZ: Platina                                      | Home                     |
| "Powerless" (featuring Becky Hill)                                                            | 2014 | 73                           | —                            | —                            | —                            | —                            | —                            | —                            | —                            | —                            | —                            |                                                                                      | Home                     |
| "Never Let You Go" (featuring Foy Vance)                                                      | 2015 | 29                           | —                            | —                            | 29                           | —                            | —                            | —                            | —                            | —                            | —                            |                                                                                      | We the Generation        |
| "I Will for Love" (featuring Will Heard)                                                      | 2015 | —                            | —                            | —                            | 23                           | —                            | —                            | —                            | —                            | —                            | —                            |                                                                                      | We the Generation        |
| "Rumour Mill" (featuring Anne-Marie and Will Heard)                                           | 2015 | 67                           | —                            | —                            | 13                           | —                            | —                            | —                            | —                            | —                            | —                            | - BPI: Prata                                                                         | We the Generation        |
| "Lay It All on Me" (featuring Ed Sheeran)                                                     | 2015 | 12                           | 7                            | 23                           | 47                           | —                            | 31                           | 43                           | 17                           | 26                           | 48                           | - BPI: Platina - ARIA: Platina - BVMI: Ouro - RIAA: Platina - RMNZ: 2× Platina       | We the Generation        |
| "Sun Comes Up" (featuring James Arthur)                                                       | 2017 | 6                            | —                            | 50                           | 1                            | —                            | 76                           | —                            | 80                           | 48                           | —                            | - BPI: Platina - ARIA: Platina                                                       | Toast to our Differences |
| "These Days" (featuring Jess Glynne, Macklemore and Dan Caplen)                               | 2018 | 1                            | 2                            | 1                            | 3                            | 18                           | 3                            | 10                           | 2                            | 2                            | —                            | - BPI: 3× Platina - ARIA: 4× Platina - BVMI: Platina - RIAA: Platina - RMNZ: Platina | Toast to our Differences |
| "Let Me Live" (with Major Lazer featuring Anne-Marie and Mr Eazi)                             | 2018 | 42                           | —                            | —                            | 16                           | 173                          | —                            | 73                           | —                            | 99                           | —                            | - BPI: Prata - ARIA: Ouro                                                            | Toast to our Differences |
| "Walk Alone" (featuring Tom Walker)                                                           | 2018 | 80                           | —                            | —                            | —                            | —                            | —                            | —                            | —                            | —                            | —                            |                                                                                      | Toast to our Differences |
| "Come Over" (featuring Anne-Marie and Tion Wayne)                                             | 2020 | 26                           | —                            | —                            | —                            | —                            | —                            | —                            | —                            | —                            | —                            | - BPI: Prata                                                                         | Ground Control           |
| "Be the One" (featuring Morgan, Digga D and Tike)                                             | 2020 | 49                           | —                            | —                            | —                            | —                            | —                            | —                            | —                            | —                            | —                            |                                                                                      | Ground Control           |
| "All I Know" (featuring Khalid)                                                               | 2025 | 58                           | —                            | —                            | —                            | —                            | —                            | —                            | —                            | —                            | —                            |                                                                                      | Non-album single         |
| "—" indica que a gravação não foi incluída nas paradas ou não foi distribuída naquela região. |      |                              |                              |                              |                              |                              |                              |                              |                              |                              |                              |                                                                                      |                          |

## Turnês
- Home Tour: 2012–14